# Shurland David
Shurland David (Trinidad y Tobago, 19 de agosto de 1974) es un exfutbolista y entrenador de fútbol de Trinidad y Tobago que jugaba en la posición de defensa.

## Carrera

### Club
| Periodo   | Club                      |
| --------- | ------------------------- |
| 1997–1998 | Joe Public FC             |
| 1999–2000 | San Juan Jabloteh         |
| 2001      | Ottawa Wizards            |
| 2001–2003 | Caledonia AIA             |
| 2004–2005 | Starworld Strikers FC     |
| 2006-2007 | East/West Coaching School |

### Selección nacional
Jugó para Trinidad y Tobago en 44 ocasiones de 1998 a 2001 y participó en dos ediciones de la Copa de Oro de la Concacaf.

### Entrenador
| Periodo   | Club             |
| --------- | ---------------- |
| 2010–2011 | North East Stars |
| 2017      | WASA FC          |

## Logros
- TT Pro League (1): 1998
- Copa de la Liga de Trinidad y Tobago (1): 2000
- Canadian Soccer League (1): 2002[7]
- Open Canada Cup (2): 2001, 2002
- Campeonato de Clubes de la CFU (1): 1998